# دارکوب پشت‌سفید

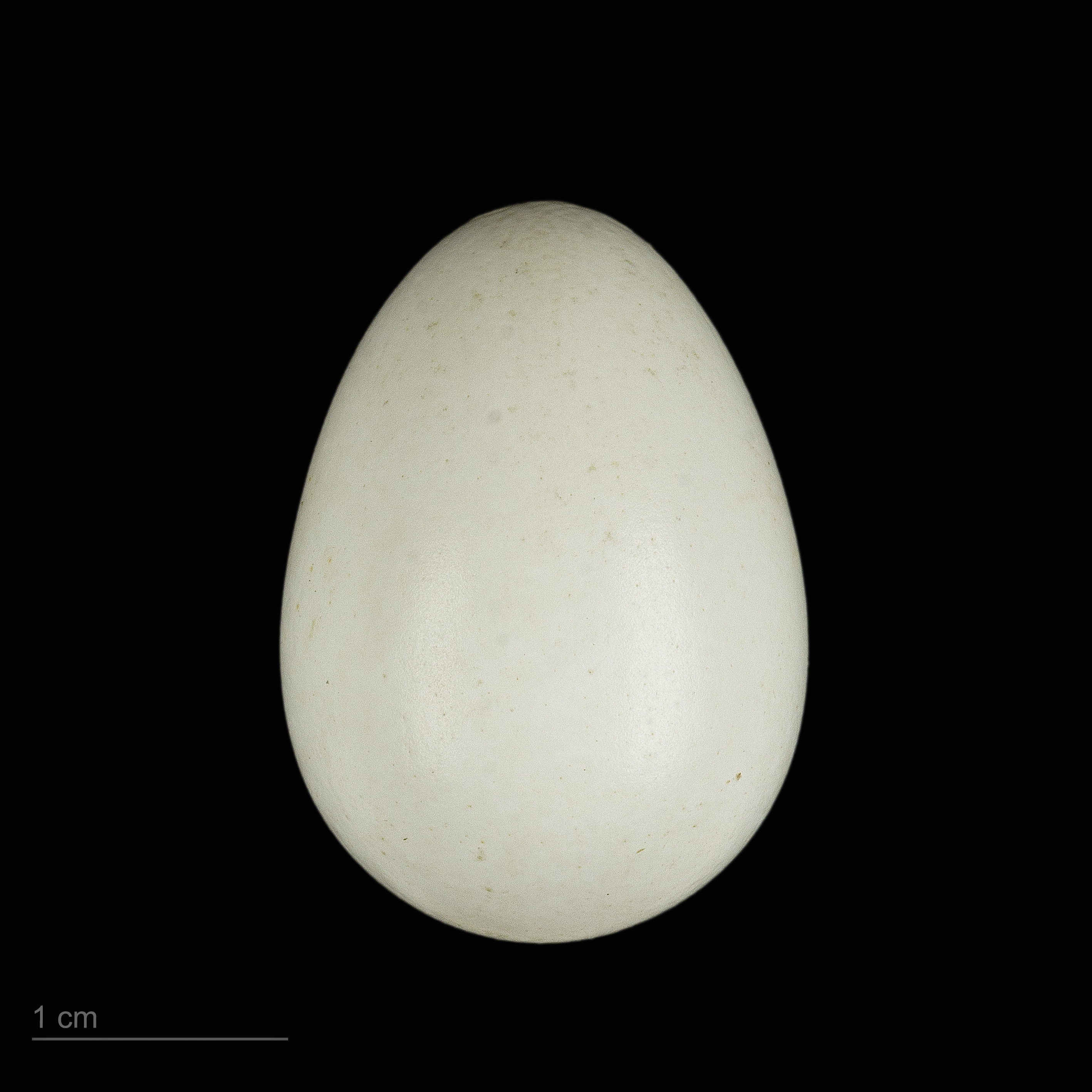
Dendrocopos leucotos leucotos

دارکوب پشت‌سفید (نام علمی: Dendrocopos leucotos) نام یک گونه از تیره دارکوب است.